# Jean-Claude Hamel (pentathlon moderne)
Pour les articles homonymes, voir Jean-Claude Hamel et Hamel.
Jean-Claude Hamel, né à Paris 10e le 19 janvier 1931, est un pentathlonien français.
Il participe aux Jeux olympiques d'été de 1956 à Melbourne, terminant 33e de l'épreuve individuelle.
Il est sacré champion de France la même année.